# Inscriptiones Latinae Selectae
Inscriptiones Latinae Selectae, abreviatura estàndard ILS, és una selecció de tres volums d'inscripcions llatines editada per Hermann Dessau. L'obra es va publicar en cinc parts de forma serial des de 1892 fins a 1916, amb nombroses reimpressions. El material de suport i les notes estan escrites en llatí. Les inscripcions s'organitzen en capítols (capita, caput en singular) per tema, com inscripcions funeràries o inscripcions pertanyents a collegia.
Cada inscripció té un número d'identificació. Els acadèmics que citen una inscripció llatina sovint proporcionen el número ILS a més d'una referència per al Corpus Inscriptionum Latinarum (CIL) més complet; per exemple, CIL 1².2.774-ILS 39. Es va publicar una concordança amb CIL el 1950 (Roma) i el 1955 (Berlín).
També es pot trobar citat l'ILS com Dessau o D.